# 巴西體育
巴西是世界體育大國，國民的體育參加率也很高。巴西最流行的體育運動是足球。除了足球之外，排球、綜合格鬥、籃球、賽車在巴西也很受歡迎。巴西國家隊是世界最強的足球國家隊之一，五次獲得足球世界杯的冠軍。籃球在巴西也有很高的人氣，巴西誕生了許多著名的NBA和WNBA選手。巴西期間已參加13次奧運會籃球比賽，並在1959年和1963年獲得籃球世錦賽的冠軍。巴西自1980年代開始成為世界排球強國，在2000年代曾經連續5次獲得排球世界聯賽的冠軍。此外由於巴西多海灘，因此沙灘排球的經濟水準也很很高。巴西也是南美僅次於阿根廷的第二大網球大國。